# Boels Rental Hills Classic 2014
De 11e editie van de wielerwedstrijd Boels Rental Hills Classic werd gehouden op 30 mei 2014. De rensters reden 128,4 kilometer van Boels Rental in Sittard naar de Geulhemmerberg in Berg en Terblijt. De wedstrijd met UCI 1.1-status voerde over 14 beklimmingen in Zuid-Limburg, waaronder de Eyserbosweg, Camerig en in de finale de Cauberg en de finish lag boven op de Geulhemmerberg.
In 2013 won de Zuid-Afrikaanse Ashleigh Moolman. Zij eindigde als tiende in deze editie, die gewonnen werd door de Zweedse Emma Johansson. Ze versloeg in de sprint de Nederlandse Ellen van Dijk en Amy Pieters; Roxane Knetemann werd vierde op 44 seconden. Anna van der Breggen won de sprint van het peloton, op ruim 5 minuten.
Knetemann bleef over uit een kopgroep met onder meer de Limburgse Sabrina Stultiens, ze werd bijgehaald door het drietal Johansson, Van Dijk en Pieters en moest hen op de slotklim laten gaan. Van de 104 gestarte rensters, behaalden 76 de finish.

## Deelnemende ploegen
| UCI-teams                | UCI-teams              | Clubteams               | Clubteams            |
| ------------------------ | ---------------------- | ----------------------- | -------------------- |
| Boels-Dolmans            | Astana BePink          | De Jonge Renner         | Restore Cycling      |
| Futurumshop.nl - Zannata | Bigla Pro Cycling Team | Jan van Arckel          | SWABO Ladies Team    |
| Giant-Shimano            | Hitec Products         | NWVG Bike4Air           | TWC De Kempen        |
| Parkhotel Valkenburg     | Lotto Belisol Ladies   | Regioteam Amsterdam     | WV Breda Manieu.nl   |
| Rabo-Liv                 | Orica-AIS              | Regioteam Noord-Holland | WV Zeeuws-Vlaanderen |

## Uitslag
| Plaats  | Naam                 | Ploeg                    | Tijd     |
| ------- | -------------------- | ------------------------ | -------- |
| Winnaar | Emma Johansson       | Orica-AIS                | 3u36'38" |
| 2       | Ellen van Dijk       | Boels-Dolmans            | + 03"    |
| 3       | Amy Pieters          | Giant-Shimano            | + 05"    |
| 4       | Roxane Knetemann     | Rabo-Liv                 | + 44"    |
| 5       | Katarzyna Pawlowska  | Boels-Dolmans            | + 3'03"  |
| 6       | Sabrina Stultiens    | Rabo-Liv                 | z.t.     |
| 7       | Anna van der Breggen | Rabo-Liv                 | + 5'07"  |
| 8       | Jessie Daams         | Boels-Dolmans            | z.t.     |
| 9       | Sofie De Vuyst       | Futurumshop.nl - Zannata | z.t.     |
| 10      | Ashleigh Moolman     | Hitec Products           | z.t.     |
| 11      | Katarzyna Niewiadoma | Rabo-Liv                 | z.t.     |
| 12      | Claudia Lichtenberg  | Giant-Shimano            | z.t.     |
| 13      | Mascha Pijnenborg    | Futurumshop.nl - Zannata | z.t.     |
| 14      | Susanna Zorzi        | Astana BePink            | z.t.     |
| 15      | Thalita de Jong      | Rabo-Liv                 | z.t.     |
| 16      | Maaike Polspoel      | Giant-Shimano            | z.t.     |
| 17      | Amanda Spratt        | Orica-AIS                | z.t.     |
| 18      | Floortje Mackaij     | Giant-Shimano            | z.t.     |
| 19      | Jacqueline Hahn      | Bigla Pro Cycling Team   | z.t.     |
| 20      | Joanne Hogan         | Bigla Pro Cycling Team   | + 5'14"  |